# Championnat d'Angleterre de football 1978-1979
Navigation
Édition précédente Édition suivante
La 80e édition du championnat d'Angleterre de football est remportée par Liverpool FC. Le club liverpuldien finit huit points devant Nottingham Forest et gagne son onzième titre de champion d'Angleterre. 
Liverpool FC se qualifie pour la Coupe des clubs champions en tant que champion d'Angleterre. Nottingham Forest accompagne Liverpool en Coupe des clubs champions comme tenant du titre. Arsenal FC, vainqueur de la coupe d'Angleterre se qualifie pour la Coupe des vainqueurs de coupe. West Bromwich Albion, Everton FC, Leeds United, Ipswich Town se qualifient pour la Coupe UEFA au titre de leur classement en championnat.
Le système de promotion/relégation ne change pas : descente et montée automatique, sans matchs de barrage pour les trois derniers de première division et les trois premiers de deuxième division. À la fin de la saison Chelsea, Birmingham City et les Queens Park Rangers sont relégués en deuxième division. Ils sont remplacés par Crystal Palace, Brighton & Hove Albion et Stoke City.
L'attaquant anglais Frank Worthington, de Bolton Wanderers, remporte le titre de meilleur buteur du championnat avec 24 réalisations.

## Les clubs de l'édition 1978-1979
| Club                                  | Ville         |
| ------------------------------------- | ------------- |
| Arsenal Football Club                 | Londres       |
| Aston Villa Football Club             | Birmingham    |
| Birmingham City Football Club         | Birmingham    |
| Bolton Wanderers Football Club        | Bolton        |
| Bristol City Football Club            | Bristol       |
| Chelsea Football Club                 | Londres       |
| Coventry City Football Club           | Coventry      |
| Derby County Football Club            | Derby         |
| Everton Football Club                 | Liverpool     |
| Ipswich Town Football Club            | Ipswich       |
| Liverpool Football Club               | Liverpool     |
| Leeds United Football Club            | Leeds         |
| Leicester City Football Club          | Leicester     |
| Manchester United Football Club       | Manchester    |
| Manchester City Football Club         | Manchester    |
| Middlesbrough Football Club           | Middlesbrough |
| Norwich City Football Club            | Norwich       |
| Nottingham Forest Football Club       | Nottingham    |
| Queens Park Rangers Football Club     | Londres       |
| Tottenham Hotspur Football Club       | Londres       |
| West Bromwich Albion Football Club    | Birmingham    |
| Wolverhampton Wanderers Football Club | Wolverhampton |

## Classement
| Rang | Équipe                  | Pts | J  | G  | N  | P  | Bp | Bc | Diff |
| ---- | ----------------------- | --- | -- | -- | -- | -- | -- | -- | ---- |
| 1    | Liverpool               | 68  | 42 | 30 | 8  | 4  | 85 | 16 | +69  |
| 2    | Nottingham Forest       | 60  | 42 | 21 | 18 | 3  | 61 | 26 | +35  |
| 3    | West Bromwich Albion    | 59  | 42 | 24 | 11 | 7  | 72 | 35 | +37  |
| 4    | Everton                 | 51  | 42 | 17 | 17 | 8  | 52 | 40 | +12  |
| 5    | Leeds United            | 50  | 42 | 18 | 14 | 10 | 70 | 52 | +18  |
| 6    | Ipswich Town            | 49  | 42 | 20 | 9  | 13 | 63 | 49 | +14  |
| 7    | Arsenal                 | 48  | 42 | 17 | 14 | 11 | 61 | 48 | +13  |
| 8    | Aston Villa             | 46  | 42 | 15 | 16 | 11 | 59 | 49 | +10  |
| 9    | Manchester United       | 45  | 42 | 15 | 15 | 12 | 60 | 63 | -3   |
| 10   | Coventry City           | 44  | 42 | 14 | 16 | 12 | 58 | 68 | -10  |
| 11   | Tottenham Hotspur       | 41  | 42 | 13 | 15 | 14 | 48 | 61 | -13  |
| 12   | Middlesbrough           | 40  | 42 | 15 | 10 | 17 | 57 | 50 | +7   |
| 13   | Bristol City            | 40  | 42 | 15 | 10 | 17 | 47 | 51 | -4   |
| 14   | Southampton             | 40  | 42 | 12 | 16 | 14 | 47 | 53 | -6   |
| 15   | Manchester City         | 39  | 42 | 13 | 13 | 16 | 58 | 56 | +2   |
| 16   | Norwich City            | 37  | 42 | 7  | 23 | 12 | 51 | 57 | -6   |
| 17   | Bolton Wanderers        | 35  | 42 | 12 | 11 | 19 | 54 | 75 | -21  |
| 18   | Wolverhampton Wanderers | 34  | 42 | 13 | 8  | 21 | 44 | 68 | -24  |
| 19   | Derby County            | 31  | 42 | 10 | 11 | 21 | 44 | 71 | -27  |
| 20   | Queens Park Rangers     | 25  | 42 | 6  | 13 | 23 | 45 | 73 | -28  |
| 21   | Birmingham City         | 22  | 42 | 6  | 10 | 26 | 37 | 64 | -27  |
| 22   | Chelsea                 | 20  | 42 | 5  | 10 | 27 | 44 | 92 | -48  |

|  | Champion d'Angleterre |
|  | Relégation            |

## Affluences
| #  | Club                    | Stade            | Affluence moyenne sur la saison | Variation |
| -- | ----------------------- | ---------------- | ------------------------------- | --------- |
| 1  | Manchester United       | Old Trafford     | 46 430                          | - 10,5 %  |
| 2  | Liverpool FC            | Anfield          | 46 407                          | + 1,9 %   |
| 3  | Arsenal FC              | Highbury         | 36 371                          | + 2,6 %   |
| 4  | Manchester City         | Maine Road       | 36 203                          | - 13,2 %  |
| 5  | Everton FC              | Goodison Park    | 35 456                          | - 10,3 %  |
| 6  | Tottenham Hotspur       | White Hart Lane  | 34 902                          | D2        |
| 7  | Aston Villa             | Villa Park       | 32 838                          | - 7,4 %   |
| 8  | Nottingham Forest       | City Ground      | 29 587                          | - 9 %     |
| 9  | Leeds United            | Elland Road      | 27 633                          | - 5,3 %   |
| 10 | West Bromwich Albion    | The Hawthorns    | 26 517                          | + 9,9 %   |
| 11 | Chelsea FC              | Stamford Bridge  | 24 782                          | - 13,8 %  |
| 12 | Bolton Wanderers        | Burnden Park     | 23 200                          | D2        |
| 13 | Coventry City           | Highfield Road   | 22 638                          | - 3,1 %   |
| 14 | Bristol City            | Ashton Gate      | 22 306                          | - 4,5 %   |
| 15 | Ipswich Town            | Portman Road     | 21 673                          | - 8,1 %   |
| 16 | Derby County            | Baseball Ground  | 21 555                          | - 7,7 %   |
| 17 | Southampton FC          | The Dell         | 21 330                          | D2        |
| 18 | Wolverhampton Wanderers | Molineux Stadium | 20 796                          | - 6,8 %   |
| 19 | Birmingham City         | St Andrew's      | 20 164                          | - 15,7 %  |
| 20 | Middlesbrough           | Ayresome Park    | 18 459                          | - 7,1     |
| 21 | Norwich City            | Carrow Road      | 17 874                          | - 7,7 %   |
| 22 | Queens Park Rangers     | Loftus Road      | 16 287                          | -18,3 %   |

## Bilan de la saison
| Tableau d'Honneur                          |                   |
| Compétition                                | Vainqueur         |
| Championnat d'Angleterre de football       | Liverpool FC      |
| Coupe d'Angleterre de football             | Arsenal FC        |
| Coupe de la Ligue d’Angleterre de football | Nottingham Forest |
| Charity Shield                             | Nottingham Forest |

| Promotions et relégations |                                                  |
| Promus                    | Crystal Palace Brighton & Hove Albion Stoke City |
| Relégués                  | Chelsea FC Birmingham City Queens Park Rangers   |

## Meilleur buteur
Avec 24 buts, Frank Worthington, attaquant anglais qui joue au Bolton Wanderers, remporte son unique titre de meilleur buteur du championnat.